# Tessmannia
Tessmannia es un género de plantas fanerógamas de la familia Fabaceae. Se encuentra en África.

## Especies
A continuación se brinda un listado de las especies del género Tessmannia aceptadas hasta mayo de 2011, ordenadas alfabéticamente. Para cada una se indica el nombre binomial seguido del autor, abreviado según las convenciones y usos.
- Tessmannia africana Harms
- Tessmannia anomala (Micheli) Harms
- Tessmannia baikiaeoides Hutch. & Dalziel
- Tessmannia burttii Harms
- Tessmannia camoneana Torre
- Tessmannia copallifera J.Leonard
- Tessmannia dawei J.Leonard
- Tessmannia densiflora Harms
- Tessmannia dewildemaniana Harms
- Tessmannia lescrauwaetii (De Wild.) Harms
- Tessmannia martiniana Harms
- Tessmannia yangambiensis J.Leonard